# Kępino
Kępino – wieś w Polsce położona w województwie dolnośląskim, w powiecie strzelińskim, w gminie Borów. Przed przyznaniem Polsce tzw. ziem odzyskanych wioska nosiła niemiecką nazwę Kampen. 

## Podział administracyjny
W latach 1975–1998 miejscowość administracyjnie należała do województwa wrocławskiego.

## Poprzednia nazwa
Jej dawna nazwa brzmiała Kampen.